# Wollmannsberg (Gemeinde Leitzersdorf)
Wollmannsberg ist eine Katastralgemeinde von Leitzersdorf. Das Dorf mit zirka 200 Einwohnern liegt am Fuße des Waschbergs westlich des Rohrwalds.
Laut Adressbuch von Österreich waren im Jahr 1938 in der Ortsgemeinde Wollmannsberg zwei Gastwirte, ein Schmied, ein Schuster, drei Viktualienhändler und einige Landwirte ansässig.